# Myrmica bessarabicus
Myrmica bessarabicus is een mierensoort uit de onderfamilie van de Myrmicinae. De wetenschappelijke naam van de soort is voor het eerst geldig gepubliceerd in 1889 door Nasonov.